# Catedral de Santo Estêvão (Escodra)
A Catedral de Santo Estêvão (em albanês:  Katedralja e Shen Shtjefnit Protomartir) é uma catedral católica da Albânia, localizada na cidade de Escodra, e sede episcopal da Arquidiocese de Escodra-Pult. Sua inauguração ocorreu em 1865. Também é conhecida como Grande Igreja (em albanês:  Kisha e Madhe).

## Antecedentes históricos
A história da Catedral tem origens antigas. O governo otomano não impediu a construção de igrejas para as necessidades dos crentes, porque a liberdade de religião foi sempre garantida pelo sultão Maomé II. Em 7 de abril de 1858, com uma cerimônia oficial, a cruz foi colocada onde hoje é o altar-mor. A cerimônia de fundação foi assistida por muitas personalidades, incluindo Abdi Pashe Cekrezi, governador e comandante de Escodra, que nesta ocasião ele leu a carta do Sultão. Para a construção da catedral, o sultão havia enviado como um presente de 700 liras turca em ouro, e até mesmo o Papa Pio IX doou 1.000 coroas em 1867 e proclamou a catedral como sendo metropolitana.

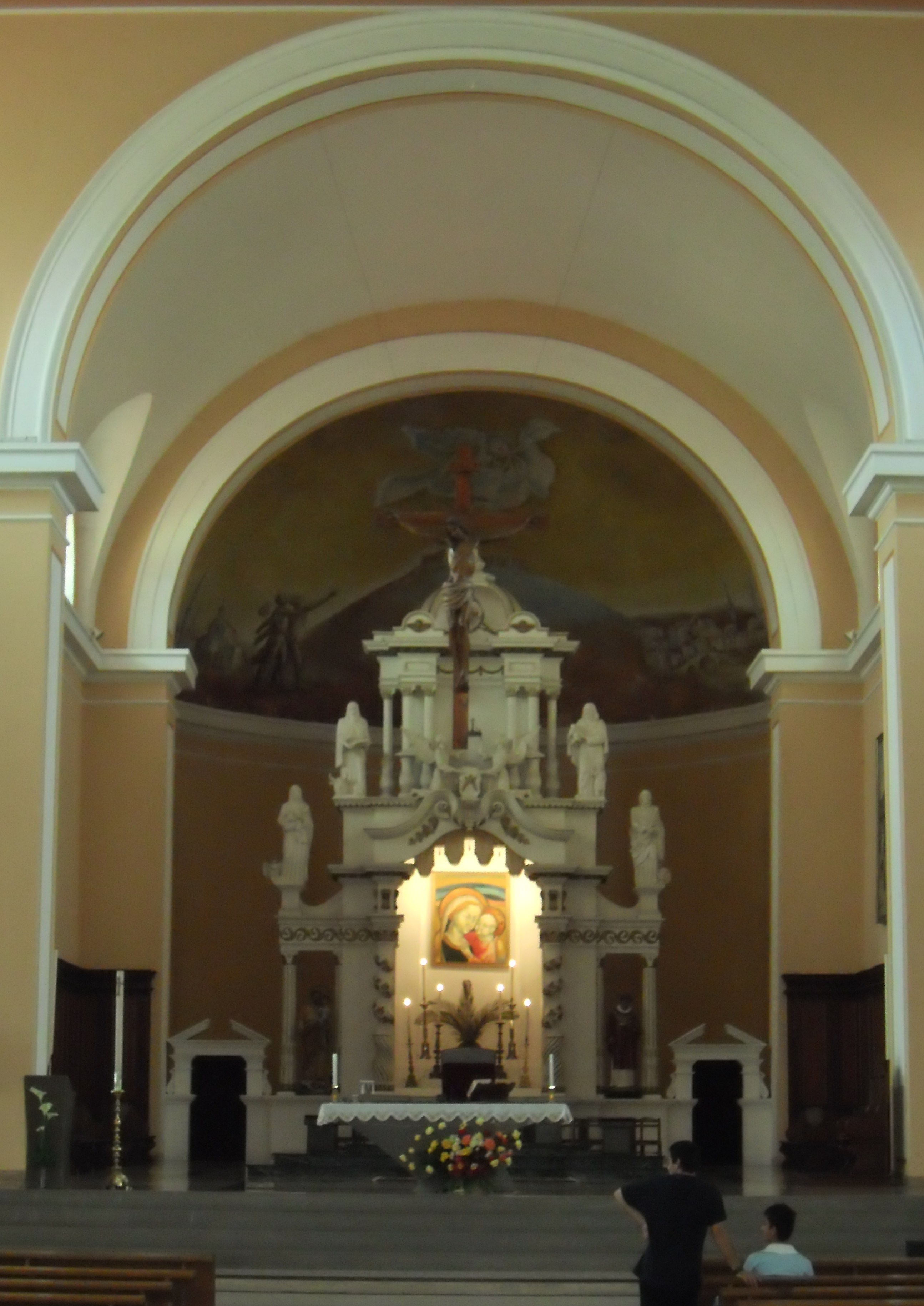
O altar-mor da catedral

A catedral foi fechada ao culto em 1967, e transformada em um complexo esportivo pelo regime comunista ateu, voltando a ser um templo religioso apenas na década de 90. Em 1993, recebeu a visita do Papa João Paulo II, que passou pela Albânia.

## Arquitetura

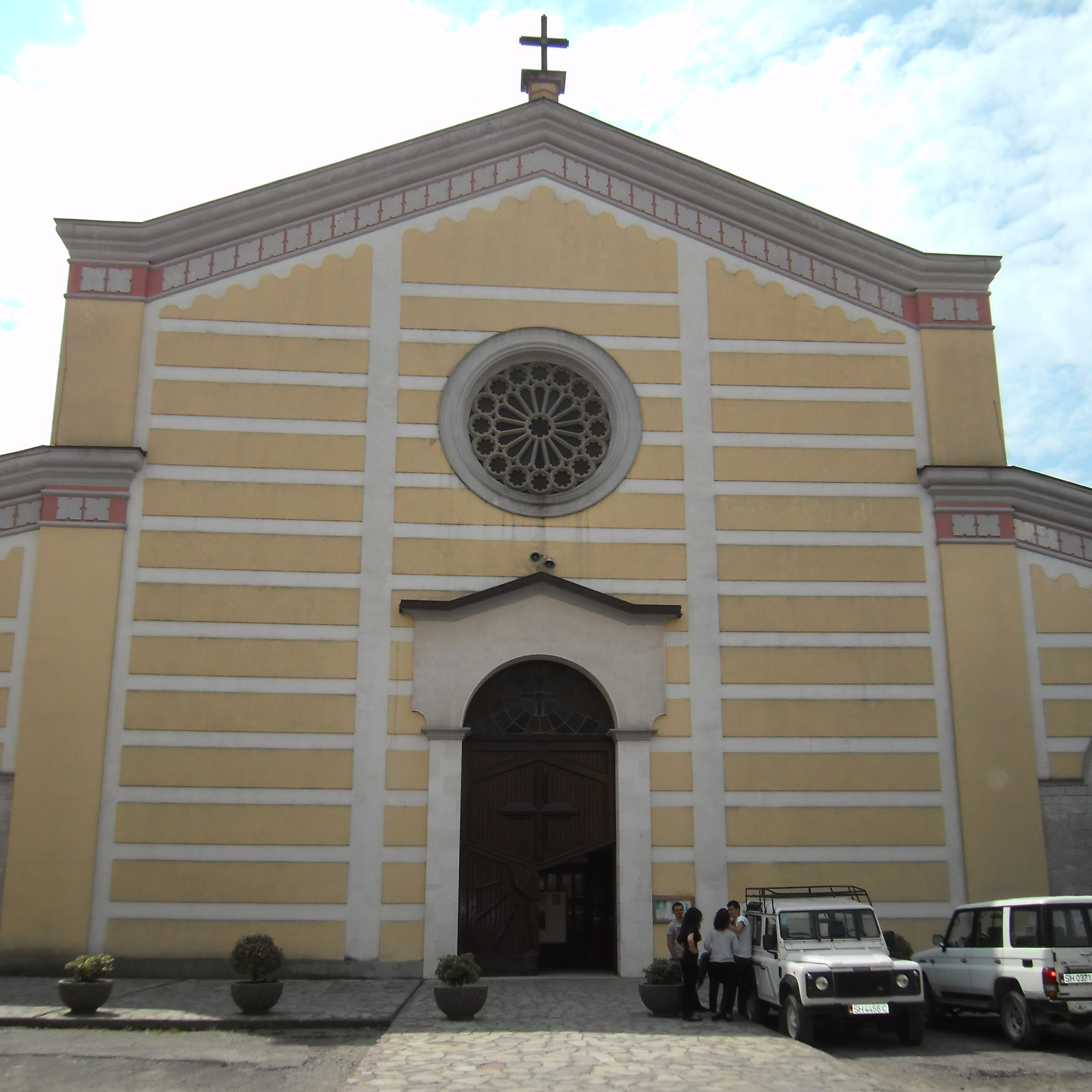
Fachada principal

A Catedral de Santo Estêvão é atribuída ao estilo historicista. Há três naves laterais, uma central e um coro. A catedral tem cerca de 74 metros de comprimento, 50 metros de largura e 23 metros de altura. Com espaço para 4.000 pessoas sentadas e mais 7.000 em pé. Está entre as maiores igrejas da Península Balcânica.